# Иван-Ёль
Иван-Ёль — упразднённый посёлок в муниципальном районе «Сосногорск» городского поселения Сосногорск Республики Коми. Упразднён в 2024 году.

## Географическое положение
Посёлок расположен в 32 км к юго-востоку от посёлка Поляна (по другим данным, в 36 км), 42 км от города Сосногорска.

### Климат
Климат характеризуется как континентальный. Средняя месячная температура самого холодного месяца — января −16,5…−18,0 °C. Средняя месячная температура самого тёплого месяца — июля +15,0—16,0 °C. Абсолютный максимум +35 °C. Продолжительность зимнего периода около 6 месяцев — с середины октября до середины апреля. Устойчивые морозы наступают в начале ноября и прекращаются в конце марта. Максимальная глубина сезонного промерзания грунта — 2 м. Устойчивый снежный покров образуется в последней декаде октября и держится до конца апреля.

## Этимология
Посёлок получил своё имя по названию ручья Иван-Ёль, где Иван — личное имя, ёль на языке коми — «ручей».

## Историко-демографические сведения
Посёлок возник в 1956—1959 годах в Усть-Ухтинском сельсовете. В 1959 году здесь жили 342 человека. 28 ноября 1960 года включён в состав новообразованного Пожнинского сельсовета. В 1970 году — 455 человек, русские; в 1979 году — 424 человека; в 1989 году — 381 человек (204 мужчины и 177 женщин), из них 75 % русские; в 1990 году — 393 человека; в 1992 году — 470 человек; в 1995 году — 356 человек; в 2000 году — 302 человека; в 2002 году — 203 человека, в том числе русские 75 %; в 2010 году — 0 человек.

### Население
| 1989 | 2002 | 2010 |
| ---- | ---- | ---- |
| 387  | ↘203 | ↘0   |